# Lichères-près-Aigremont
Lichères-près-Aigremont ist eine französische Gemeinde mit 156 Einwohnern (Stand 1. Januar 2022) im Département Yonne in der Region Bourgogne-Franche-Comté (vor 2016 Bourgogne) im Osten Frankreichs. Die Gemeinde gehört zum Arrondissement Auxerre und zum Kanton Chablis.

## Geographie
Lichères-près-Aigremont liegt etwa 24 Kilometer ostsüdöstlich von Auxerre. Umgeben wird Lichères-près-Aigremont von den Nachbargemeinden Chemilly-sur-Serein im Norden, Poilly-sur-Serein im Norden und Nordosten, Aigremont im Osten, Nitry im Süden, Sacy im Südwesten sowie Saint-Cyr-les-Colons im Westen und Nordwesten.
Die Gemeinde liegt im Weinbaugebiet Bourgogne.

## Geschichte
| Jahr                      | 1962 | 1968 | 1975 | 1982 | 1990 | 1999 | 2006 | 2013 |
| ------------------------- | ---- | ---- | ---- | ---- | ---- | ---- | ---- | ---- |
| Einwohner                 | 140  | 168  | 225  | 202  | 129  | 156  | 176  | 165  |
| Quelle: Cassini und INSEE |      |      |      |      |      |      |      |      |

## Sehenswürdigkeiten

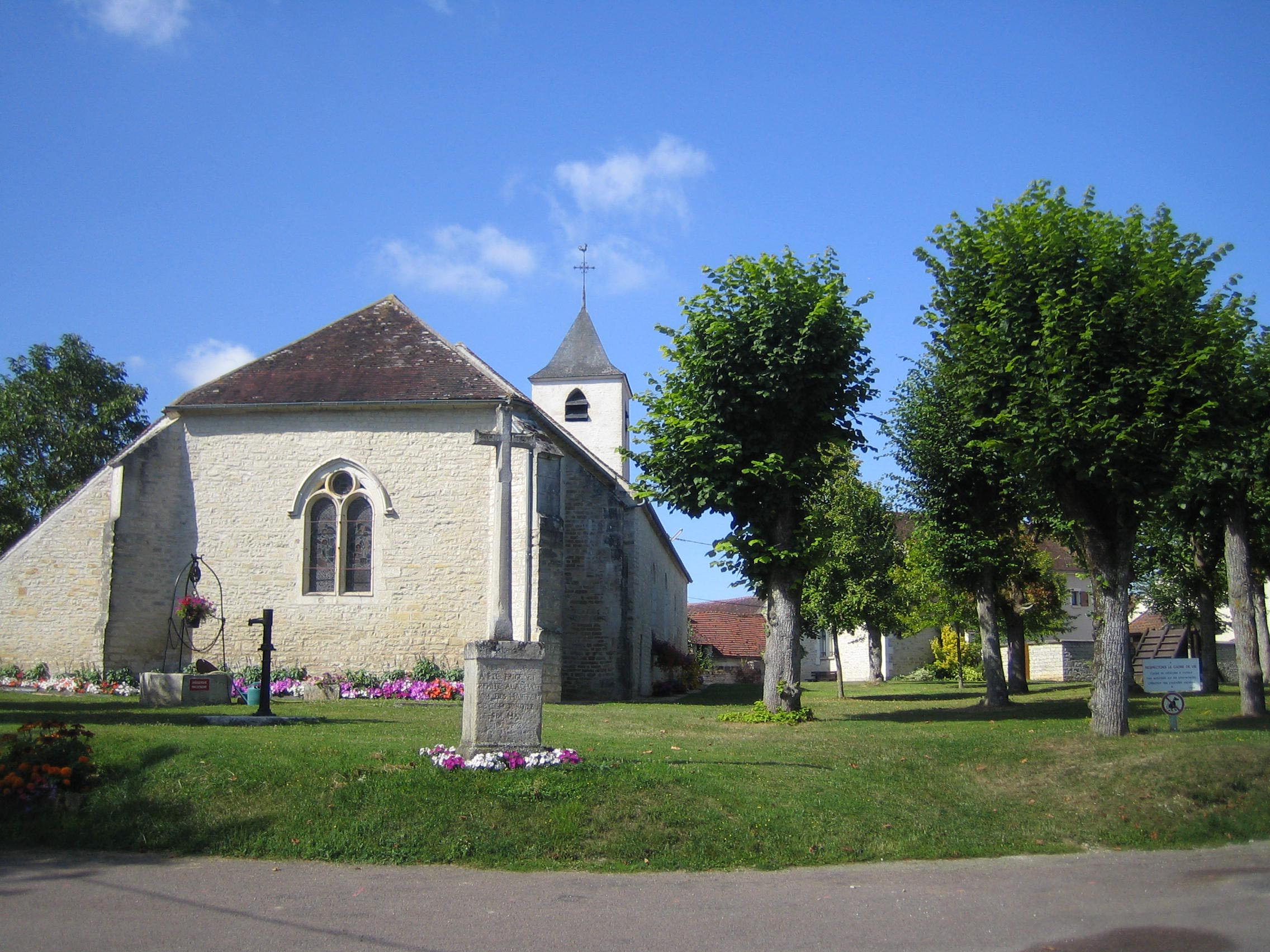
Kirche

- Kirche